# Heleioporus albopunctatus
Heleioporus albopunctatus es una especie  de anfibios de la familia Limnodynastidae. Se encuentra en Australia.